# Будаков, Семён Миронович
Семен Миронович Будаков  — верхотурский сын боярский. Основатель города Камышлов.

## Биография
Сын Мирона Леонтьевича Будакова, который за отличительные заслуги в должности таможенного подьячего совершил восхождение на высшую ступень для сибирских людей — в дети боярские. Недолго Мирон был приказчиком Тагильской слободы, затем был переведен в административный центр Сибири Тобольск, где уже значился Тобольским сыном боярским. В 1658 году по приказу стольника и воеводы Ивана Комынина по выписке за пометою подьячего Василья Богданова поверстан в верхотурские дети боярские. Вскоре вместе с братом Ильёй был переведен в Тобольск на службу в рейтарский строй. Служил в должности прапорщика Тобольского солдатского строя. Участник подавления Башкирского восстания. В 1666 году отправлен служить в Верхотурье. В этом же году обзавёлся двором в Ирбитской слободе. В 1668 году стал приказчиком Пышминского острога. В этом же году основал Камышевскую слободу, став её приказчиком, приступил к строительству острога, которое было закончено в 1678—1679 года. В 1677—1679 был приказчиком Чусовской слободы. В 1680 году руководил строительством Новопышминского острога, на месте бывшей слободы Тобольского архиерейского дома.

## Семья
- Брат — Илья Будаков, приказчик Арамашевской слободы (1669), затем Ирбитской слободы.
- Сын — Лазарь Будаков (1658- после 1709) приказчик Камышловской слободы в 1709 году.

Потомки Семена Будакова вышли из служилого сословия и стали крестьянами к 30-м годам XVIII в. Еще в 1727 г. Петр Иванов Булдаков назван сыном боярским, а в 1734/35 г. его сын Федор уже в списке крестьян Камышловской слободы. Тогда же и изменилась фамилия на Булдаковых.

## Память
- В 1969 году улица Набережная города Камышлов переименована в улицу Семена Будакова[5]
- В 1998 году в Камышлове был открыт памятник Семену Будакову и беломестным казакам[6]